# Nanshiungosaurus
A Nanshiungosaurus a therizinosauroidea dinoszauruszok egyik neme, amely a csoport többi tagjához hasonlóan valószínűleg tollakkal és nagy karmokkal rendelkezett, de mivel a koponyáját, a bordáit és a végtagjait nem találták meg, a maradványain végzett elemzés csupán a csigolyáira és a medencéjére korlátozódik. Két ismert faját Kína kréta időszaki kőzetrétegeiben fedezték fel.

## Fajok
- A N. brevispinus a maastrichti korszakbeli Nanxiong-formációból (Nanhsziung-formáció) került elő, és egyedi tulajdonsága a Segnosaurus galbinensiséhoz nagyon hasonló medence.[1] A csípő mellett a lelethez tizenegy nyak-, tíz hát- és öt keresztcsonti csigolya is tartozik. Mivel a csigolyanyúlványok alakja és elhelyezkedése, valamint a medence a sauropodákéra emlékeztet, kezdetben úgy gondolták, hogy a maradványok egy különös, kisméretű titanosaurustól származnak.
- A N. bohlini a jelenleg barremi korszakbelinek tekintett Xinminbao-csoportból (Hszinminpao-csoport) vált ismertté. Csak tizenegy nyak-, és öt hátcsigolyáját találták meg, melyekhez a N. brevispinusra nem jellemző összeforrt nyaki bordák és a hátcsigolyák esetében kisebb bemélyedések (pleurocoelek) tartoznak.[2] A méretbecslés szerint a hossza elérhette az 5,8–7,8 métert. A csigolyák eltérései, illetve a két lelet időbeli különbsége alapján lehetséges, hogy egy másik nembe tartozik.

## Fordítás
- Ez a szócikk részben vagy egészben a Nanshiungosaurus című angol Wikipédia-szócikk ezen változatának fordításán alapul.  Az eredeti cikk szerkesztőit annak laptörténete sorolja fel. Ez a jelzés csupán a megfogalmazás eredetét és a szerzői jogokat jelzi, nem szolgál a cikkben szereplő információk forrásmegjelöléseként.